# Pere Mates

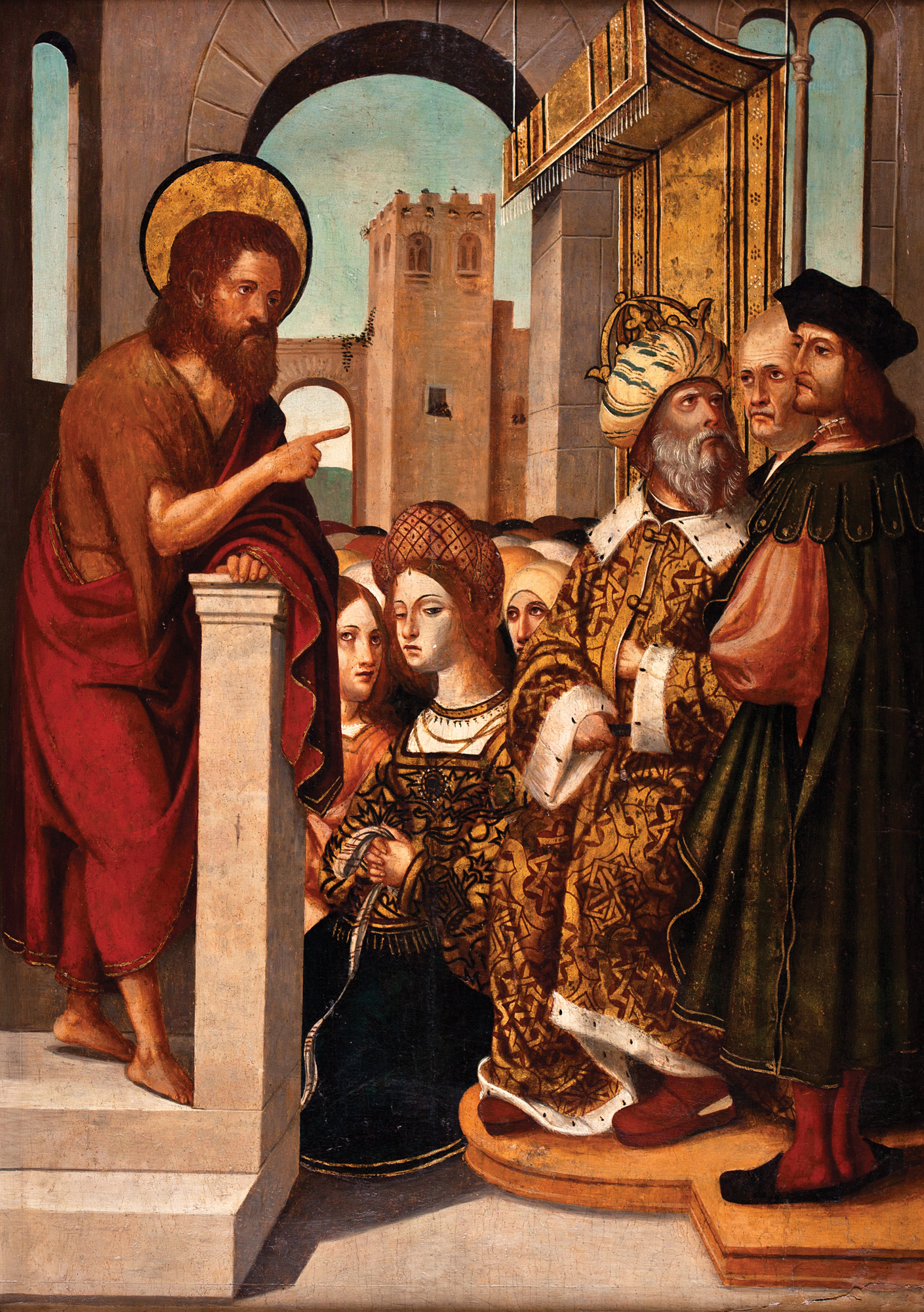
San Juan Bautista denuncia el matrimonio de Herodes, óleo sobre tabla, 87 x 63 cm. Abalarte subastas, octubre de 2016.

Pere Mates (~1500-1558) fue un pintor renacentista español. Activo en Gerona, Besalú y la Garrocha, fue discípulo de Joan de Burgunya, con el que tuvo un primer momento brillante, decayendo después a un estilo repetitivo en que se especializa en la reproducción de grabados de Durero y Schongauer, en una línea narrativa y popular. Su técnica sigue la tradición de la pintura al temple del gótico catalán, sobre tabla, con colores vivos, comenzando más tarde el uso de la pintura al óleo. 
Entre sus obras destacan el retablo de Sant Iscle de Millas, el de Santa Magdalena de la catedral de Gerona (1526) y el de Santa María del Monte (1530), y en una segunda época el retablo de San Pedro de Roda (1532, desaparecido), el de San Juan Bautista (1536) y el de Santa María de Segueró. Se considera a Pere Mates el mejor representante autóctono de la pintura renacentista en Cataluña.